# Цапфендорф
Цапфендорф (нім. Zapfendorf) — громада в Німеччині, розташована в землі Баварія. Підпорядковується адміністративному округу Верхня Франконія. Входить до складу району Бамберг.
Площа — 30,55 км2. Населення становить 5010 ос. (станом на 31 грудня 2020).

## Географія

### Адміністративний поділ
Громада  складається з 9 районів:
- Кірхшлеттен
- Лауф
- Оберляйтербах
- Обероберндорф
- Ройтлос
- Рот
- Зассендорф
- Унтерляйтербах
- Вайгерсмюле